# Nová Paka
Nová Paka é uma cidade checa localizada na região de Hradec Králové, distrito de Jičín‎.